# Rhinocerotoidea
Rhinocerotoidea – nadrodzina ssaków z podrzędu gruboskórców (Ceratomorpha) w obrębie rzędu nieparzystokopytnych (Perissodactyla).

## Systematyka
Do nadrodziny należy jedna występująca współcześnie rodzina:
- Rhinocerotidae J.E. Gray, 1821 – nosorożcowate

Opisano również rodziny wymarłe:
- Amynodontidae Scott & Osborn, 1883
- Hyracodontidae Cope, 1879
- Paraceratheriidae Osborn, 1923

Rodzaje wymarłe o niepewnej pozycji systematycznej i nie sklasyfikowane w żadnej z powyższych rodzin:
- Guixia You Yuzhu, 1977[4]
- Meschotherium Gabunia, 1964[5] – jedynym przedstawicielem był Meschotherium meschethicum Gabunia, 1964
- Siamolophus Ducrocq, Chaimanee, Jaeger & Métais, 2006[6] – jedynym przedstawicielem był Siamolophus krabiensis Ducrocq, Chaimanee, Jaeger & Métais, 2006